# Giuseppe Angeli
Giuseppe Angeli (nacido en Venecia en 1712 y fallecido en 1798) fue un pintor barroco italiano, activo principalmente en Venecia, en el siglo XVIII. 

## Biografía
Giuseppe Angeli aparece en 1741 entre los miembros del gremio de pintores y es conocido fundamentalmente por dos obras en la iglesia de San Stae, en Venecia, obras en la Scuola Grande di San Rocco y una serie de frescos en la Villa Widmann-Foscari cerca de Padua.
En 1756 fue nombrado profesor de desnudo en la Accademia de Venecia, de la cual fue elegido presidente en 1772. 
Recibió influencias de Giovanni Battista Piazzetta.

## Obra

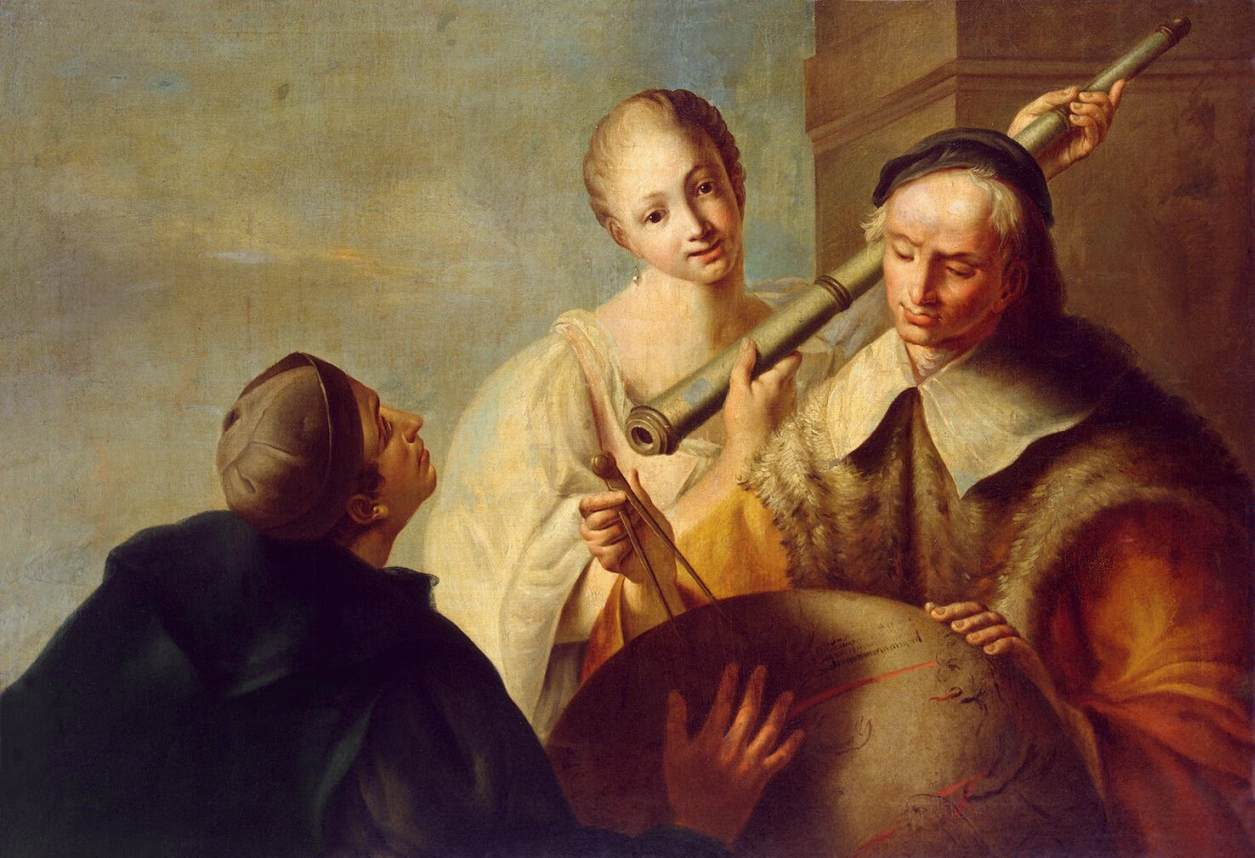
Lección de astronomía, 1757 – 1759.

- Chica y niño con fruta y pajarillo.[1]
- El sueño.
- Escena de lectura.[1]
- Hombre y niño con tambor.[1]
- La ascensión de Elías en el carro de fuego, (17401755), Galería Nacional de Arte, Washington D. C.
- Lección de astronomía, 1757-1759, Museo del Hermitage.
- Santa Andrea.
- San Jacobo, 1745-1750, Venecia, Ca' Rezzonico.
- San Roque, 1745-1750, Venecia, Ca' Rezzonico.
- Federico Maria Giovanelli, Patriarca de Venecia, ca. 1776. Museo Cerralbo, Madrid.[2]